# Der Ornithologe
Der Ornithologe (Originaltitel O Ornitólogo) ist ein portugiesischer Film von João Pedro Rodrigues, der am 8. August 2016 im Rahmen des Internationalen Filmfestivals von Locarno seine Premiere feierte.

## Handlung
Der hünenhafte Ornithologe Fernando ist nach einem Beziehungsstreit im unberührten Norden Portugals, nahe zur Grenze Spaniens, auf der Suche nach wildlebenden Schwarzstörchen. Er hält seine Beobachtungen auf einem Diktiergerät fest. Nachdem sein Kajak von den Stromschnellen mitgerissen wird, er kentert und er beinahe ertrinkt, retten ihn zwei nur scheinbar freundliche chinesische Pilgerinnen aus dem Fluss. Allerdings sind die Chinesinnen verrückt und spielen ihre Hilfsbereitschaft nur. Als Fernando morgens erwacht, haben ihn die lesbischen Frauen halbnackt an einen Baum gefesselt und ihn zur Kastration vorbereitet. Die Erzkatholikinnen, die sich auf dem Weg nach Santiago de Compostela befinden, sich aber verirrt haben, wollen so das Märtyrertum des heiligen Sebastian neu kreieren. In gewisser Weise stimuliert es Fernando aber auch sexuell, gefesselt zu sein.
Als er sich befreien kann und immer weiter in den unheimlichen und dunklen Wald hineingerät, statt wieder auf einen Weg zurückzufinden, wird Fernandos Reise immer seltsamer. Der Wald wird immer dichter, die Felsen werden immer höher. Erst begegnet er seltsamen Leuten in Karnevalskostümen, betrunkenen Schamanen, die Mirandesische sprechen, dann trifft der 35-jährige Portugiese auf einen gehörlosen Ziegenhirten namens Jesus, der ihn am Flussufer verführt, und schließlich gar auf drei barbusige Amazonen mit Gewehren auf ihren Pferden, die ihn auf Latein ansprechen und Antonius nennen. Alle diese Begegnungen verwandeln Fernando in einen neuen Menschen. Begleitet wird Fernando zudem von einer weißen Taube, die ihm unentwegt folgt, nachdem er ihren gebrochenen Flügel versorgt hat. Letztlich findet der nun völlig veränderte Vogelforscher wieder aus dem Märchenwald heraus und begibt sich nach Padua.

## Produktion

### Stab und Finanzierung
Der Film wurde von Joao Figueiras und Diogo Varela Silva vom portugiesischen Produktionsunternehmen Blackmaria produziert.
Weitere Produktionsunternehmen waren House on Fire aus Frankreich und Itaca Films aus Brasilien. Der Film wurde finanziell unter anderem vom portugiesischen Kulturministerium gefördert.
Regie führte João Pedro Rodrigues, der gemeinsam mit João Rui Guerra da Mata auch das Drehbuch zum Film schrieb. Rodrigues hatte selbst einmal Ornithologie studiert und machte keinen Hehl daraus, dass er auch einen Film über sich selbst gemacht hat. Mit dem Film adaptierte Rodrigues den Mythos um den heiligen Antonius, einen Franziskaner des 13. Jahrhunderts, der der Schutzpatron von Reisenden ist, aber auch für das Wiederauffinden verlorener Gegenstände und für die Partnersuche. Er wurde, wie der Protagonist des Films, mit dem Namen Fernando in eine adlige Familie geboren und bereiste als Mönch Europa und Afrika. Nach seinem Kurzfilm Manhã de Santo António aus dem Jahr 2011 hatte sich Rodrigues mit Der Ornithologe ein zweites Mal mit dem Heiligen beschäftigt. Rodrigues verwandelt im Film den Ornithologen Fernando nach und nach in einen katholischen Heiligen.
Rodrigues erklärt, der heilige Antonius sei in der portugiesischen Kultur und Gesellschaft tief verankert, und sein Leben sei stark von Reisen geprägt gewesen, was ihn schließlich nach Italien brachte, wo er seiner Berufung folgte: „Der Film ist eine gewagte und an Blasphemie grenzende Anspielung auf das Leben des Heiligen. Manche Passagen seiner Predigt von 1222 sowie einige Episoden finden Eingang im Film, doch in dessen weiterem Verlauf nimmt das Fiktive überhand.“ Auch sein Fernando werde am Ende seiner initiatorischen Suche und Erkundungsreise letztlich zu seiner neuen Identität geführt, so Rodrigues.
Neben dem heiligen Antonius und religiösen Motiven und der kunsthistorischen Ikonografie des Heiligen Sebastian, einem Soldaten und Märtyrer, der im 3. Jahrhundert lebte und an den im Film erinnert wird, als Fernando an einen Baum gefesselt erwacht, nimmt Rodrigues auch Muster aus dem Filmgenre des Western, um eine mythische Fantasiewelt zu erschaffen. Der Soundtrack wurde von Séverine Ballon gestaltet.

### Dreharbeiten und Besetzung

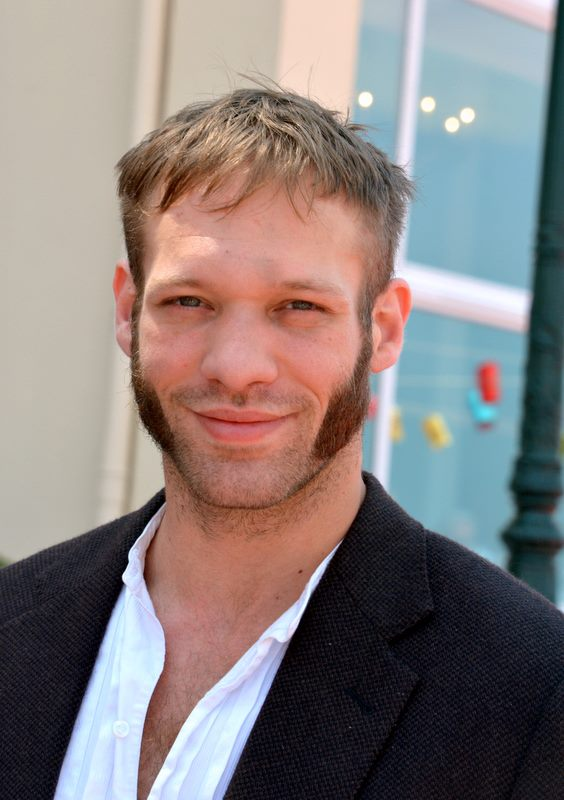
Paul Hamy übernahm mit dem Ornithologen Fernando die Rolle des titelgebenden Protagonisten

Die Dreharbeiten wurden im August 2015 begonnen und im November 2015 beendet. Rodrigues drehte den Film mit seinem Kameramann Rui Poças im Wald, in einer Felsenlandschaft und am Fluss Douro in Nordportugal, aber auch in der italienischen Stadt Padua, wo sich die Wallfahrtskirche Basilica di Sant’Antonio mit dem Grab des Heiligen Antonius befindet.
Paul Hamy übernahm mit dem Ornithologen Fernando die Rolle des titelgebenden Protagonisten, der im Film von drei Frauen auch Antonius genannt wird. Xelo Cagiao spielt Jesus, eigentlich Tomé. Han Wen übernahm die Rolle von Fei, und Chan Suan spielt Ling. Die Rollen der Anführerin der amazonenhaften Jägerinnen übernahm Juliane Elting, Flora Bulcao und Isabelle Puntel spielen ihr Gefolge. Der Regisseur Rodrigues leiht im Film dem Ornithologen Fernando seine Stimme und verkörpert in sekundenkurzen Bildern von Beginn an und ab der Hälfte des Films klar sichtbar den Heiligen Antonius selbst.

### Veröffentlichung
Der Film feierte am 8. August 2016 im Rahmen des Internationalen Filmfestivals von Locarno seine Premiere. Im gleichen Jahr wurde der Film im Rahmen einer Reihe von weiteren Filmfestivals vorgestellt, so beim Festival Internacional de Cine de San Sebastián, beim Busan International Film Festival, beim London Film Festival beim Toronto International Film Festival, beim New York Film Festival und beim Tokyo International Film Festival, aber auch im Rahmen der Viennale. Ab 1. Oktober 2016 wurde der Film im Rahmen des Hamburg Film Festival erstmals in Deutschland vorgestellt. Am 20. Oktober 2016 kam der Film in die portugiesischen und am 30. November 2016 in die französischen Kinos. Im Rahmen des Seattle International Film Festivals 2017 konkurrierte der Film in der Sektion Contemporary World Cinema und wurde in den Sektionen Latin-American Cinema und Emocion Pura: Cinema from Spain gezeigt. Im Juni 2017 wurde der Film im Rahmen des Queer Filmfestivals in Nürnberg und beim Sydney Film Festival gezeigt. Am 13. Juli 2017 kam der Film offiziell in ausgewählte deutsche Kinos. Den internationalen Vertrieb übernahm Films Boutique.

## Rezeption

### Altersfreigabe
In Deutschland ist der Film FSK 16. In der Freigabebegründung heißt es: „Der ruhige und betont kunstvoll inszenierte Film ist von einer unheimlichen und angespannten Atmosphäre geprägt. Es gibt eine Reihe intensiver Szenen, zum Beispiel, wenn ein Schwein ausgeweidet wird, oder wenn zwei Pilgerinnen den Vogelkundler fesseln und demütigen. Jugendliche ab 16 Jahren sind in der Lage, diese Szenen als Teil der symbolischen Geschichte zu betrachten und sie entsprechend zu verarbeiten.“

### Kritiken
Der Film konnte bislang 87 Prozent der Kritiker bei Rotten Tomatoes überzeugen bei einer durchschnittlichen Bewertung mit 7,2 von 10 möglichen Punkten. Bei Metacritic erhielt der Film einen Metascore von 85 von 100 möglichen Punkten.

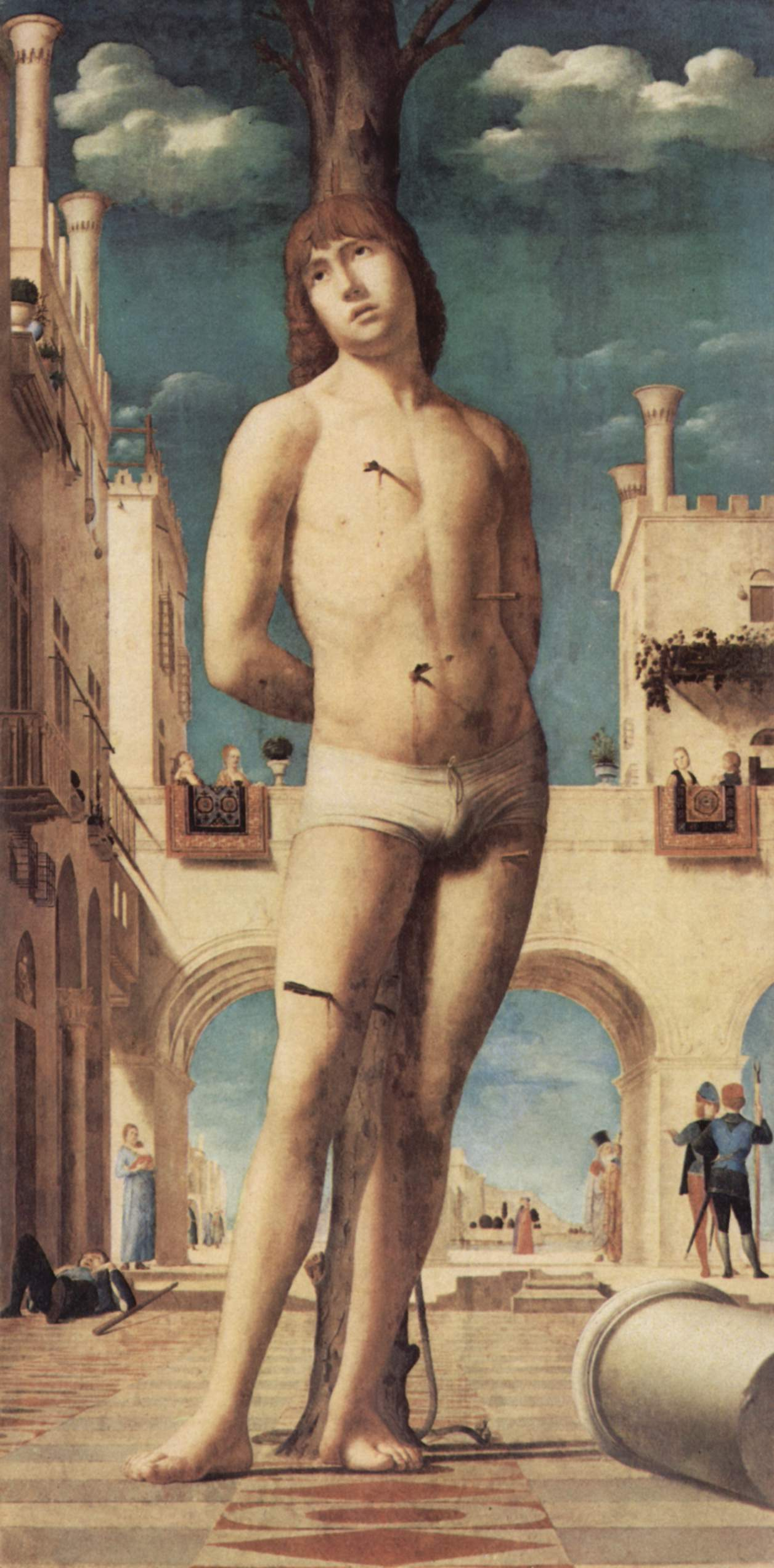
Der an einen Baum gefesselte Fernando erleidet ein Martyrium wie der Heilige Sebastian, hier in einer Darstellung von Antonello da Messina

Dominik Kamalzadeh von Der Standard erklärt, der Film erzähle von einer Verwandlung, die eng an unmittelbares Naturempfinden gebunden sei: „Die Stationen gehen lose auf jene des heiligen Antonius zurück, einen Franziskaner des 13. Jahrhunderts, den Rodrigues jedoch eher als queere Ikone betrachtet. Sein Antonius betet nicht nur zu Fischen, sondern lässt sich auch mit einem taubstummen Hirten, der wie ein Gruß Pasolinis wirkt, am Ufer auf Sex ein. Er trifft auf amazonenhafte Reiterinnen und derwischähnliche Teufel. Durch das brillante Sounddesign – die Musik kommt von Séverine Ballon – unterstreicht Rodrigues die eindringliche Qualität seines Films.“
Mathieu Macheret von Le Monde sagt: „Die formale Schönheit des Films, seine blumige Symbolik, seine völlige Unvorhersehbarkeit und sein berauschendes Ende zeichnen eine der schönsten filmischen Reisen der letzten Jahre.“
Auch Christiane Peitz vom Tagesspiegel meint, Flora und Fauna entwickelten im Film eine Aura, die jede traditionelle Epiphanie in den Schatten stelle und sagt weiter: „Bondage-Märtyrerbody, Finger in der Seitenwunde, Jesus und seine Jünger: Es wurde Zeit, dass mal einer die latente Homoerotik des Katholizismus in Kinomagie übersetzt. Und auch wenn Rodrigues es übertreibt mit all den Offenbarungen, die Fernandos Weg säumen, von alkoholisierten Veitstänzern über Zivilisationsmüll-Totempfähle bis zu den mit Pfeil und Bogen herbeireitenden barbusigen Amazonen – seine Beschwörung menschlicher Urängste hat große suggestive Kraft.“
Das von João Pedro Rodrigues in den Film eingebrachte Martyrium des an einen Baum gefesselten Fernandos wurde auch immer wieder von Kritikern aufgegriffen, da es dem Leiden des Heiligen Sebastian, wie der Märtyrer auf den meisten Gemälden gezeigt wird, sehr ähnelt. Die beiden chinesischen Pilgerinnen wollen mit Fernando dessen Martyrium neu kreieren. Auch das Originalfilmplakat zeigt Fernando in einer ähnlichen Pose, wie den Heiligen in anderen ikonografischen Darstellungen.
Dirk Peitz von Zeit Online sagt, nach und nach sei der Film als eine Allegorie zu erkennen, als neuzeitliche Erzählung entlang einiger Legenden über Antonius, den portugiesischen Nationalheiligen: „Auch Fernando wird wie einst Antonius zu Fischen predigen, und in seiner Rede spiegelt sich zugleich die Vogelpredigt des Zeitgenossen von Antonius, Franz von Assisi: Der eine sprach die Fische als Brüder an, der andere die Vögel, mit sehr unterschiedlichem Erfolg und sehr unterschiedlicher Intention indes.“

### Auszeichnungen (Auswahl)
Internationales Filmfestival von Locarno 2016
- Auszeichnung als Bester Regisseur im Hauptwettbewerb (João Pedro Rodrigues)
- Nominierung als Bester Film für den Goldenen Leoparden (João Pedro Rodrigues)[21]

International Istanbul Film Festival 2017
- Auszeichnung mit der Goldenen Tulpe im internationalen Wettbewerb (João Pedro Rodrigues)

Mexico’s Fenix Ibero-American Film Awards 2017
- Nominierung als Bester Film (João Pedro Rodrigues)
- Nominierung für die Beste Regie (João Pedro Rodrigues)
- Nominierung für den Besten Ton / Tonschnitt (Nuno Carvalho)[22]

Seattle International Film Festivals 2017
- Nominierung in der Sektion Contemporary World Cinema
- Nominierung in der Sektion Futurewave
- Nominierung in der Sektion New American Cinema[11][23][24]